# فرودگاه آبی یوکلولت
فرودگاه آبی یوکلولت (به انگلیسی: Ucluelet Water Aerodrome) یک فرودگاه خصوصی است که یک باند فرود آب دارد. این فرودگاه در کشور کانادا قرار دارد و در ارتفاع ۰ متری از سطح دریا واقع شده است.